# Admestina
Admestina is een geslacht van spinnen uit de familie springspinnen (Salticidae). 

## Soorten
De volgende soorten zijn bij het geslacht ingedeeld:
- Admestina archboldi Piel, 1992
- Admestina tibialis (C. L. Koch, 1846)
- Admestina wheeleri Peckham & Peckham, 1888